# ماساكازو فوغيوارا
ماساكازو فوغيوارا (باليابانية: 藤原正和؛ بالكانا: ふじわら まさかず) هو عداء مراثوني ياباني، ولد في 6 مارس 1981 في هيوغو في اليابان.

## وصلات خارجية
- ماساكازو فوغيوارا على موقع الاتحاد الدولي لألعاب القوى (الإنجليزية)
- ماساكازو فوغيوارا على موقع الرابطة اليابانية لاتحادات ألعاب القوى (اليابانية)